# Rockabilly
Il rockabilly è un genere musicale sviluppatosi nei primi anni cinquanta. È una fusione tra bluegrass, country, boogie woogie e jazz, originaria del sud degli Stati Uniti d'America.

## Storia
Fra i precursori del rockabilly vi sarebbe anche una danza dell'Africa occidentale, il rak. 
Come scrisse Michael Ventura nel suo saggio sulla musica rock, Hear that Long Snake Moan: "'Il rito voodoo della possessione da parte del dio è diventato lo standard di performance statunitense nel rock'n'roll. Elvis Presley, Little Richard, Jerry Lee Lewis, James Brown, Janis Joplin, Tina Turner, Jim Morrison, Wanda Jackson, Johnny Rotten, Prince - essi si lasciarono possedere non da alcun dio che potessero nominare ma dallo spirito che sentivano nella musica. Il loro comportamento in questo stato di possessione era qualcosa che la società occidentale non aveva mai tollerato prima."
Negli anni ’80, soprattutto grazie a gruppi come gli Stray Cats, il genere tornò in voga e le canzoni rockabilly salirono in cime alle classifiche di vendite statunitensi; tale fenomeno venne definito come Rockabilly Revival
Il rockabilly è suonato prevalentemente con chitarra semiacustica o elettrica, contrabbasso e batteria.
Era tra i generi più suonati dai musicisti bianchi (di cui molti del sud degli Stati Uniti).

## Etimologia
Rockabilly è una parola macedonia  composta dall'unione di "rock and roll" e "hillbilly" (termine dispregiativo usato per definire i montanari degli Appalachi e, in senso generico, significava cafone di campagna).

## Estetica
Gli amanti del genere sono conosciuti come rockabillies, o billys. Si contraddistinguono anche per l'abbigliamento che riflette per lo stile dei musicisti degli anni cinquanta: pantaloni, magliette colorate, cappotti col collo alzato, una scarpa particolare usata negli anni cinquanta chiamata brothel creeper, pantaloni jeans Levi's (501 o 505) e altri articoli come t-shirt e giacche da moto.
I rockabilly avevano molti elementi in comune con altri movimenti dell'epoca come i Greasers, i Teddy Boys e i Rockers. Tutti avevano una passione per le classiche automobili statunitensi come le Cadillac, le motociclette inglesi, il rock and roll.
Il taglio di capelli è solitamente il pomp o pompadour  che era molto popolare negli anni cinquanta con artisti come Buddy Holly, Jerry Lee Lewis, Johnny Cash o Elvis Presley.